# 中央陆军军官学校旧址
中央陆军军官学校建筑群，位于现今南京市玄武区黄埔路，为一处西方古典建筑风格的建筑群。最初为中央陆军军官学校驻地，1945年第二次世界大戰中國戰區受降儀式地點，1946年后为国民政府国防部驻地。现为中國人民解放軍东部战区司令部所在地。

## 建築群
該建築群由張謹農等設計，楊仁記營造廠建造，占地面積23,499.8平方米。自1928年至1933年，建造了大量的校舍，計有西式平房62幢，西式洋樓17幢，共1,075間，形成以西式建築為主調的建築群。其中，最具有代表性的建築有1號樓、大禮堂、憩廬和122號樓。